# Lieutenant-gouverneur de Guernesey
Le lieutenant-gouverneur de Guernesey (en anglais : Lieutenant Governor of Guernsey) est le représentant du monarque britannique dans le bailliage de Guernesey, dépendance de la Couronne britannique. Le rôle du lieutenant-gouverneur est d'agir comme le de facto chef de l'État à Guernesey et d'assurer la liaison entre les gouvernements de Guernesey et du Royaume-Uni. Le titulaire de ce poste est également automatiquement membre des États de Guernesey, mais ne peut pas voter et, par convention, parle à la Chambre lors de sa nomination et de son départ. Ses fonctions sont essentiellement diplomatiques et cérémonielles.
Le lieutenant-gouverneur possède son propre pavillon à Guernesey, l'Union Jack marqué des armes du territoire.
En 2010, il a été annoncé que le prochain lieutenant-gouverneur serait recommandé à la Couronne par un jury composé du bailli de Guernesey, du Seigneur de Sercq, et du Président des États d'Aurigny, ainsi qu'un professionnel des ressources humaines. Ce nouveau système remplace l'ancien qui prévoyait sa nomination par la Couronne sur la recommandation des ministres du Royaume-Uni. La première personnalité sélectionnée par ce processus a été l'ancien officier de la Royal Air Force Peter Brett Walker, qui a prêté serment le 15 avril 2011.

## Liste des lieutenants-gouverneurs de Guernesey

### Gouverneurs de Guernesey
| Grade              | Nom                   | Nomination |
| ------------------ | --------------------- | ---------- |
| Lieutenant-colonel | Paulus Æmilius Irving | 1770       |
| Lieutenant-colonel | William Brown         | 1784       |
| Major-général      | Thomas Dundas         | 1793       |
| Colonel            | James Henry Craig     | 1793       |
| Major-général      | John Small            | 1793       |
| Lieutenant-général | Hew Dalrymple         | 1796       |
| Major-général      | John Doyle            | 1803       |
| Major-général      | Henry Bailey          | 1816       |
| Major-général      | John Colborne         | 1821       |
| Major-général      | John Dawes Ross       | 1828       |

### Lieutenants-gouverneurs et colonels du personnel
| Grade              | Nom                            | Nomination |
| ------------------ | ------------------------------ | ---------- |
| Général            | James Douglas                  | 1837       |
| Major-général      | William Francis Patrick Napier | 1842       |
| Lieutenant-général | John Bell                      | 1848       |
| Lieutenant-général | William Thomas Knollys         | 1854       |
| Lieutenant-général | George Judd Harding            | 1856       |
| Major-général      | Marcus John Slade              | 1859       |
| Major-général      | Charles Rochfort Scott         | 1864       |
| Lieutenant-général | Edward Charles Frome           | 1869       |
| Lieutenant-général | St. George Gerald Foley        | 1874       |
| Major-général      | Alexander Abercromby Nelson    | 1879       |
| Major-général      | Henry Andrew Sarel             | 1883       |
|                    | John Henry Ford Elkington      | 1885       |
|                    | Edward Gascoyne Bulwer         | 1889       |

### Lieutenants-gouverneurs et commandants des troupes
| Grade                                               | Nom                         | Nomination |
| --------------------------------------------------- | --------------------------- | ---------- |
| Lieutenant-général                                  | Nathaniel Stevenson         | 1894       |
| Major-général                                       | Michael Henry Saward        | 1899       |
| Major-général                                       | Barrington Campbell         | 1903       |
|                                                     | Robert Auld                 | 1908       |
|                                                     | Edward Owen Fisher Hamilton | 1911       |
| Major-général                                       | Henry Merrick Lawson        | 1914       |
|                                                     | Reginald Clare Hart         | 1914       |
|                                                     | Launcelot Edward Kiggell    | 1918       |
| Major-général                                       | John Edward Capper          | 1920       |
| Major-général                                       | Charles John Sackville-West | 1925       |
| Major-général                                       | Walter Hore-Ruthven         | 1929       |
| Major-général                                       | Edward Nicholson Broadbent  | 1934       |
| Major-général                                       | Alexander Telfer-Smollett   | 1939       |
| Major-général                                       | John Minshull-Ford          | 1940       |
| Occupation allemande - poste vacant entre 1940-1945 |                             |            |

### Dirigeant du gouvernement militaire britannique
| Grade        | Nom                 | Nomination |
| ------------ | ------------------- | ---------- |
| Vice-amiral. | Charles Gage Stuart | 1945       |

### Lieutenants-gouverneurs et commandants en Chef
| Grade              | Nom                     | Nomination |
| ------------------ | ----------------------- | ---------- |
| Lieutenant-général | Sir Philip Neame        | 1945       |
| Général            | Sir Thomas Elmhirst     | 1953       |
| Vice-amiral        | Sir Geoffrey Robson     | 1958       |
| Lieutenant-général | Sir Charles Coleman     | 1964       |
| Vice-amiral        | Sir Charles Mills       | 1969       |
| Vice-amiral        | Sir John Martin         | 1974       |
| Général            | Sir Peter Le Cheminant  | 1980       |
| Lieutenant-général | Sir Alexander Boswell   | 1985       |
| Lieutenant-général | Sir Michael Wilkins     | 1990       |
| Vice-amiral        | Sir John Francis Coward | 1994       |
| Lieutenant-général | Sir John Paul Foley     | 2000       |
| Vice-amiral        | Sir Fabian Malbon       | 2005       |
| Général            | Peter Brett Walker      | 2011       |
|                    | Poste vacant            | 2015       |
| Vice-amiral        | Sir Ian Corder          | 2016       |
| Lieutenant-général | Sir Richard Cripwell    | 2022       |